# Fil à fil
Fil à fil, fil-à-fil – tkanina wełniana z przędzy czesankowej o splocie skośnym i charakterystycznym deseniu, powstałym przez różnicę w kolorze parzystych i nieparzystych nici wątku i osnowy. Odmiana tej tkaniny o bardzo gęstym splocie, średniej grubości lub grubsza w kolorze szarym (powstałym przez różnicę nici czarnych i białych) lub stalowym (różnica nici czarnych i popielatych) nazywa się potocznie pieprz i sól z uwagi na deseń przypominający mieszankę zmielonego pieprzu i soli. Używana na ubrania męskie (materiał wysokogatunkowy, stosunkowo drogi, dosyć ciężki). Ubrania uszyte z tej tkaniny cechują się wysoką trwałością (z uwagi na bardzo gęsty splot).
Etym. (za Kopalińskim) - fr. 'jw.'; fil 'nić; przędza' z łac. filum 'nitka'.